# Бемел
Бемел (на нидерландски: Bemmel) е село в провинция Гелдерланд, югоизточна Нидерландия, което през 2001 г. е обединено със селата Хойсен и Гент, формирайки новата община Бемел, която по-късно е преименувана в Лингевард.
Бемел е разположен между двата най-големи града в провинцията – Неймеген и Арнем, граничейки с реките Ваал и Рейн. Тъй като Неймеген и Арнем се развиват с бързи темпове, в бъдеще най-вероятно Бемел ще стане част от предградията на един от двата града.
Населението му наброява 12 189 жители (2006).
В Бемел и околностите му се развива част от десанта на съюзниците в Операция Маркет-Гардън, по време на Втората световна война.